# Liberato Salzano
Liberato Salzano là một đô thị thuộc bang Rio Grande do Sul, Brasil. Đô thị này có diện tích 245,629 km², dân số năm 2007 là 6102 người, mật độ 24,84 người/km².